# エド・マグッキン
エド・マグッキン（Ed McGuckin、1983年12月16日 - ）は、アメリカ合衆国のプロレスラー（覆面レスラー）。ニューヨーク州ニューヨーク市出身。ジグソー（Jigsaw）、ルービック（Rubix）のリングネームで活躍している。

## 来歴
Chikaraが運営するChikaraレッスルファクトリーにてトレーニングを積み、2002年11月16日にプロレスラーデビューを果たす。2004年11月19日、ヤングライオンズカップにて優勝。2006年7月22日にはイカルスとマスカラ・コントラ・カベジェラマッチを行い勝利し、自身のマスクを守った。
同2006年、CZWに参戦するようになり、9月9日にサンジェイ・ダットからCZW世界ジュニアヘビー級王座を奪取。2007年にはシェーン・ストームとのタッグチーム、シェーンソウを結成し、2月に行われたキング・オブ・トリオでマイク・クアッケンブッシュを加えた3人で優勝を飾った。

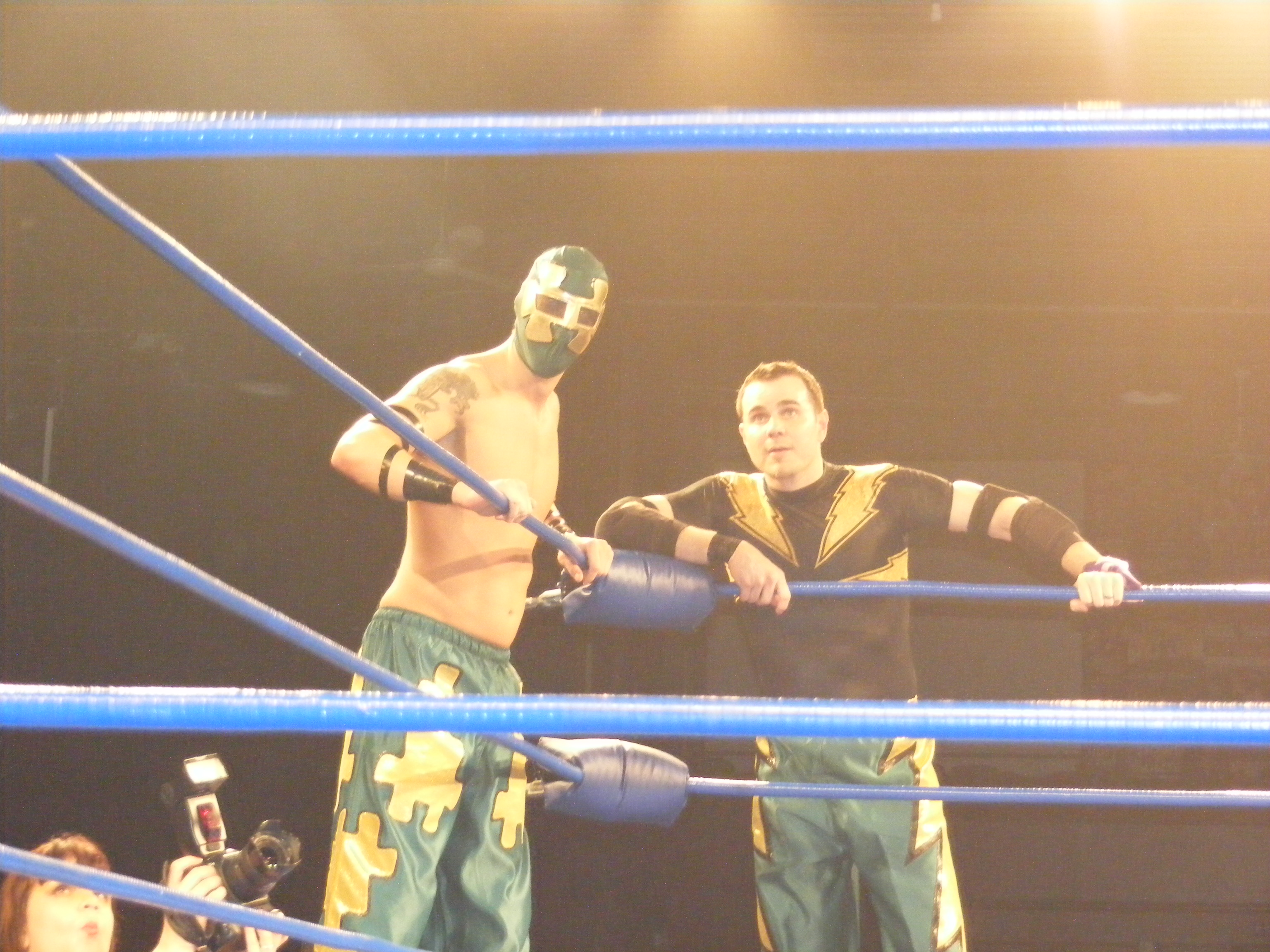
2011年4月

2007年、Chikaraから離脱してROHに入団。ジャック・エヴァンス、ラッカス、ジュリアス・スモークスの3人で構成されたユニット、ヴァルチャー・スクアッドにメンバー入りし、エイジ・オブ・ザ・フォールと抗争を展開。11月には女性レスラーであるメルセデス・マルチネスをマネージャーに従えて試合を行うようになる。2008年にはマット・クロスとタッグを組んで活動するも思うような結果を出せなかった。
2008年9月よりChikaraに復帰。トレーナーであり、師匠でもあるマイク・クアッケンブッシュとのタッグを結成し、一躍名タッグへと成長。2013年に団体の活動が休止するまでトップの一人として団体を支えた。
2012年よりTNAにてルービック（Rubix）のリングネームでスポット参戦をするようになり、テレビショーやOne Night Only PPVに出場している。

## 得意技
ブレーンバスター
フィニッシャーである。
カンクーン・トルネード
ジギン・トニック
クレイドル・パイルドライバー
ダークネスバスター
リープ・オブ・フェイス
フランケンシュタイナー
シャイニング・ウィザード
スーパーキック

## 獲得タイトル
Chikara

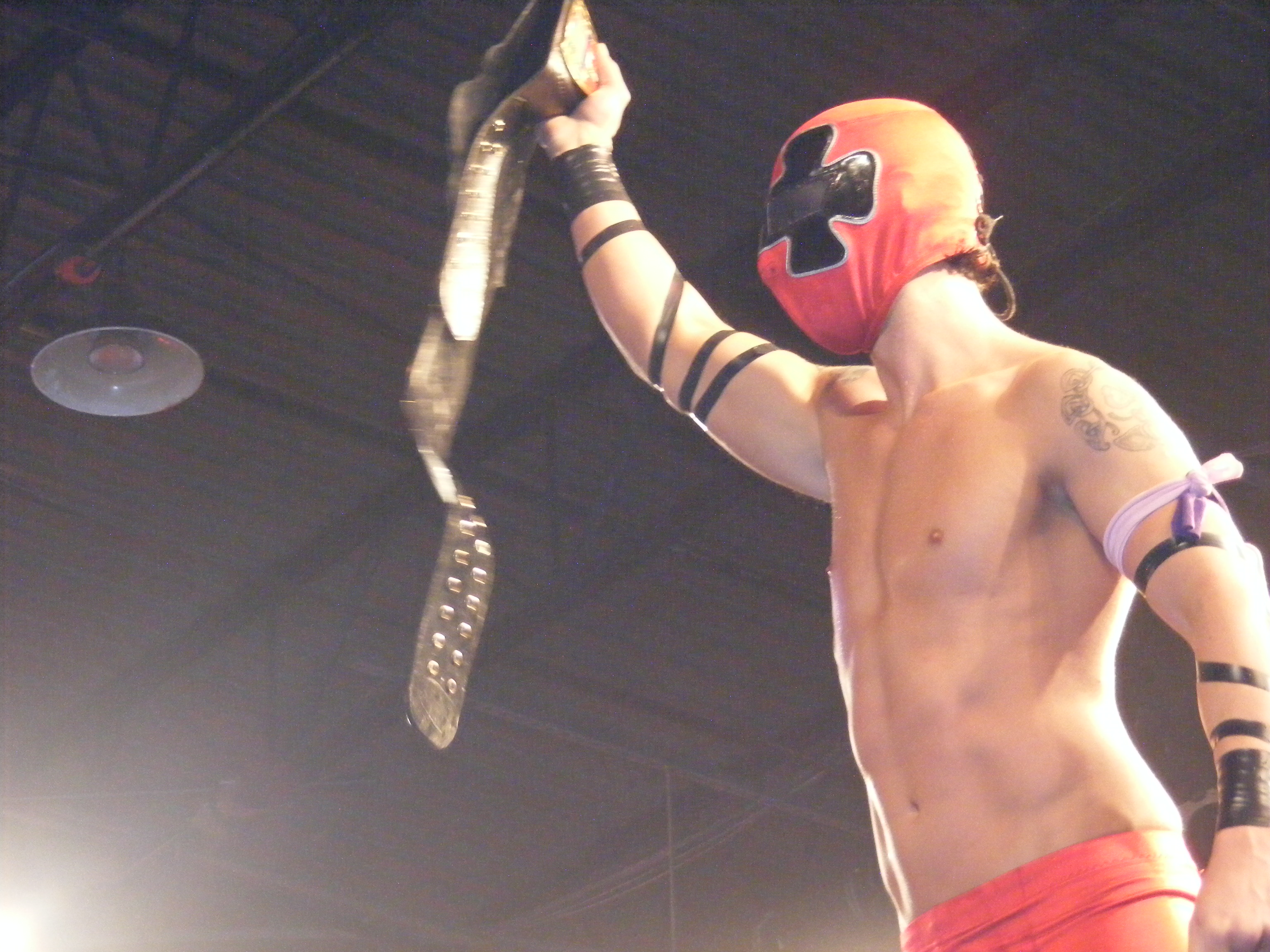
2011年4月、カンペオナトス・デ・パレージャス

- カンペオナトス・デ・パレージャス : 2回

w / マイク・クアッケンブッシュ
w / ザ・シャード
- ヤングライオンズカップ : 1回
- キング・オブ・トリオ : 2007年度優勝

w / マイク・クアッケンブッシュ & シェーン・ストーム
- タッグワールドGP : 2013年度優勝

w / ザ・シャード
- トルネオ・シベルネティコ : 2004年度優勝

CZW
- CZW世界ジュニアヘビー級王座 : 1回

## 入場曲
- Riddle Me This